# Ördögh Szilveszter
Ördögh Szilveszter (Szeged, 1948. október 28. – Budapest, 2007. november 16.) író, műfordító, szerkesztő.

## Életpályája
Szeged-Alsóvároson született parasztszülők gyermekeként, elemi iskoláit Szegeden végezte, gimnáziumi tanulmányokat a József Attila Tudományegyetem Ságvári Endre Gyakorló Gimnáziumában folytatott, osztályfőnöke, a kiváló magyar nyelv- és irodalom szakos tanár, Kardos József volt, aki végig követte Ördögh Szilveszter irodalmi munkásságát, melyet igen nagyra értékelt. Őszinte és lázadó típusú diák volt, akárcsak a fiatal József Attila, kicsapták a szegedi gimnáziumból, így a hódmezővásárhelyi Bethlen Gábor Gimnáziumban tette le az érettségi vizsgát 1968-ban. 1968-73-ban az ELTE magyar-francia szakán tanult, 1973-ban szerezte meg magyar-francia szakos középiskolai tanári oklevelét.
1974-75-ben a Színház- és Filmművészeti Főiskola ösztöndíjasa, 1975 és 1983 között a Magvető Könyvkiadónál szerkesztő; 1983-tól az Új Írásnál rovatvezető. 1988-ban megalapította a Tekintet c. lapot és annak szerkesztője lett. 1988 májusától 1989 októberéig az MSZMP Központi Bizottságának tagja volt, 1994-től Horn Gyula kulturális tanácsadója. 1996-tól 2000-ig, majd 2002-től ismét a Duna Televíziót felügyelő Hungária Televízió Közalapítvány kuratóriumának elnökségi tagja tisztét töltötte be.

## Munkássága
1966 óta jelentek meg elbeszélései, regényei. Korai művei a tényirodalomhoz sorolhatók, korának paraszti életéről, a parasztszülők és értelmiségi fiaik konfliktusáról számol be, még közelebbről sokkal inkább arról az eltérő életformáról, amely a városi úri gyermekeknek jut, szemben a szegény családok gyermekeivel. A Koponyák hegye (1976) c. regénye a biblikus szenvedéstörténetet aktualizálja. Egy történetileg konkrét és egy mitikus sík keveréke a Bizony nem haltok meg (1979) c. regénye. Novelláiból, regényeiből tv- és rádiójátékok készültek.
Kortárs vietnámi alkotók műveit fordította magyarra francia nyelvről.

## Családja
Elvált, felesége Ördögh Csilla rádiós-újságíró. Házasságukból két gyermek született: 1974-ben Bálint, 1979-ben pedig Máté.

## Kötetei (válogatás)
- 1973 – A csikó Budapest, Magvető. 223 p.
- 1976 – Koponyák hegye ISBN 9632703219; ISBN 9632706722; ISBN 963140241X
- 1978 – Kapuk Thébában: dráma. Budapest, Magvető. 128 p. ISBN 9632708555
- 1979 – Bizony nem haltok meg. [Regény]. Budapest, Magvető. 289 p. ISBN 9632710584
- 1980 - Találkozás a börtönőrrel : Mai magyar pódiumjátékok. [A novellát színpadra alkalmazta Vértes Elemér - Csapó György - Pintér Lajos]. Budapest : NPI. 48 p. ISBN 9635625723
- 1982 – Változatok megváltásra. Budapest : Magvető. 169 p. ISBN 9632718305
- 1985 – Lázár békéje. [Regény]. Budapest, Magvető. 272 p. ISBN 9631405060
- 1986 – Titkos értelmű rózsa ISBN 9631408515
- 1987 - Lázár békéje : Technikai forgatókönyv / író Ördögh Szilveszter ; rend. Szegvári Menyhért ; dramaturg Mészáros Katalin ; vez. operatőr Vecsernyés János; [közread. az] MTV Tévéfilm és Tévéjáték Főoszt. [Budapest] : MTV. 103 fol. ISBN 963-7059-02-4
- 1991 – Dobol a hó: elbeszélések. Budapest, Pátria Nyomda. 206 p. ISBN 963753900X
- 1993 - A könyv is olvas engem. Kísérletek befogadásra; Győr, Pátria Nyomda. 212 p. ISBN 9637539298
- 1994 – Koponyaüreg. [Budapest], Kossuth. 156 p. [Novellafüzér]. ISBN 9630937069
- 2000 - Eretnek írások. Budapest, Kossuth. 283 p. ISBN 9630942100 [Koponyahegy és Koponyaüreg c. kisregények.]
- 2008 - Ének, énekek.[Regény.] [Budapest], Kossuth. 240 p. ISBN 978-963-09-5889-9
- Sarusi Mihály: Innen a rácson. Simonyi Imre, Ördögh Szilveszter, Körmendi Lajos és Nagy Gáspár küldeményei. Levelesládámból I.; Corvinka Könyvek, Békéscsaba, 2017

### Műfordításaiból
- Cao, Nam: Chi Phéo : [kisregény] / [ford. Ördögh Szilveszter]. Budapest : Magvető, 1979. 98 p. ISBN 9632710355
- Ngo Tat To: Amint a lámpa ellobban / [ford. Ördögh Szilveszter] Budapest : Magvető, 1984. 190 p. ISBN 9631401383

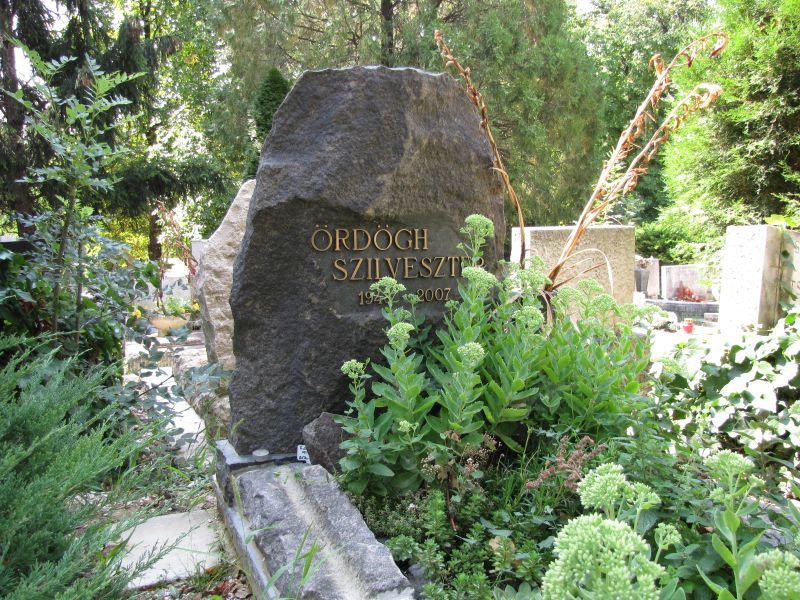
Ördögh Szilveszter sírja Budapesten. Farkasréti temető: 25.

### Kötet szerkesztéseiből
- Tar Sándor: Ennyi volt. Novellák. (Szerk., vál. Ördögh Szilveszter). Budapest : Cégér, 1993. 144 p. ISBN 963810709X
- Európai jelentés-árnyalatok; szerk. Ördögh Szilveszter; Ventus Libro, Bp., 2003, 205 p. ISBN 9638633360
- Magyar jelentés-árnyalatok; szerk. Ördögh Szilveszter; Kossuth–XXI. Század Társaság Egyesület, Bp., 2004
- Magyarként Európában; szerk. Ördögh Szilveszter; Kossuth–XXI. Század Társaság, Bp., 2005
- Helyzetek és lehetőségek; szerk. Ördögh Szilveszter szerk.; Kossuth–XXI. Század Társaság, Bp., 2006

## Díjak, elismerések
- József Attila-díj (1974)
- KISZ-díj (1978)
- A Szocialista Kultúráért (1979)
- Móricz Zsigmond-ösztöndíj (1982)
- A Fővárosi Tanács Művészeti díja (1988)
- A Nagy Lajos Irodalmi és Művészeti Alapítvány ösztöndíja (1991)
- MSZOSZ-díj (1995)
- Hazám-díj (posztumusz) (2007)